# Гастролёры (телесериал, Россия)
«Гастролёры» — российский телесериал, созданный «Продюсерским центром Сергея Жигунова». Пилотные названия сериала — «Пала́нга» и «Беглецы́».
Премьера телесериала состоялась на «НТВ» 25 апреля 2016 года. С понедельника по четверг в 19:40 в эфире канала демонстрировалось по 3 новых серии в день, а в пятницу, 29 апреля 2016 года, в 19:30 на «НТВ» непрерывно были показаны 4 заключительные серии.

## Сюжет
Два родных брата-бандита Вова и Мишаня пытаются скрыться от тамбовских мафиози. В надежде добраться до Бразилии, они оказываются в небольшом провинциальном литовском городе Райгале, где решают осесть и начать свой новый бизнес.

## Персонажи

### В главных ролях
| Актёр               | Роль                                                                                   |
| ------------------- | -------------------------------------------------------------------------------------- |
| Максим Аверин       | Владимир (Вова) Сергеевич Сабонеев / Вовас Сабонис старший брат Мишани                 |
| Алексей Воробьёв    | Михаил (Мишаня) Сергеевич Сабонеев / Микас Сабонис младший брат Вовы                   |
| Ксения Кутепова     | Нийоле , жена Воваса                                                                   |
| Арнис Лицитис       | Юозас Кайдегус комиссар полиции Райгалы                                                |
| Сергей Перегудов    | Витас Романаускас младший инспектор полиции Райгалы, застрелен Барсуком в 10 серии     |
| Ивар Калныньш       | Таутис Локис мэр Райгалы, отец Ионии и Милды                                           |
| Екатерина Кузнецова | Ева (с 8 серии) племянница мэра, возлюбленная Микаса                                   |
| Сергей Уманов       | Томас Мажулис (со 2 серии) сосед Нийоле, брат Ионаса                                   |
| Кристина Кузьмина   | Марта (с 4 серии) начальник отдела труда и занятости населения Райгалы, жена Мартинеса |
| Анна Табанина       | Валентина певица в тамбовском ресторане Angleterre, застрелена Стасом в 13 серии       |
| Владимир Зайцев     | Барсук тамбовский бандит                                                               |
| Лембит Ульфсак      | эколог (с 5 серии)                                                                     |
| Сергей Жигунов      | (голос за кадром)                                                                      |

### В ролях
| Актёр                 | Роль                                                                   |
| --------------------- | ---------------------------------------------------------------------- |
| Борис Шувалов         | Мартинас Саулюс директор школы Райгалы, муж Марты, отец Лукаса         |
| Сергей Маркеев        | Андрюс сын Нийоле и Антанаса                                           |
| Игорь Лепихин         | Казимирас фермер Райгалы                                               |
| Александр Баширов     | Хмырь (Григорий) тамбовский бандит, муж Маруси                         |
| Александр Марушев     | Стас (Смотрящий) помощник мэра Тамбова, застрелен Юозасом в 13-й серии |
| Сергей Шеховцов       | Аристарх Марленович Селезнёв мэр Тамбова                               |
| Яков Шамшин           | Павел Петрович Бородавко (14 серия) политтехнолог из Киева             |
| Сергей Сосновский     | Сергей отец Вовы и Мишани, вор-рецидивист                              |
| Владимир Крылов       | Ионас Мажулис брат Томаса                                              |
| Георгий Корольчук     | Альгис владелец магазина в Райгале                                     |
| Лев Елисеев           | Папаша Кайрус фермер Райгалы                                           |
| Александр Клемантович | Антанас муж Нийоле, отец Андрюса, бандит в Райгале                     |
| Татьяна Шумова        | Тайна жена мэра Райгалы, мать Ионии и Милды                            |
| Анастасия Чистякова   | Иония дочь мэра Райгалы, сестра Милды                                  |
| Екатерина Шевченко    | Милда дочь мэра Райгалы, сестра Ионии                                  |
| Егор Петренко         | Лукас сын Марты и Мартинеса, недруг Андрюса                            |

### Роли озвучивали
- Никита Семёнов-Прозоровский
- Владимир Ерёмин
- Владимир Гориславец

## Саундтрек
| Исполнители                                                                         | Название композиции              |
| ----------------------------------------------------------------------------------- | -------------------------------- |
| Максим Аверин                                                                       | Над окошком месяц                |
| Максим Аверин, Алексей Воробьёв и Ансамбль Дмитрия Покровского                      | Не для меня придёт весна         |
| Ирина Дубцова                                                                       | Мадам, уже падают листья         |
| Ирина Дубцова                                                                       | Зайка моя                        |
| Ирина Дубцова                                                                       | Поспели вишни в саду у дяди Вани |
| Ирина Дубцова                                                                       | Помоги мне                       |
| Интарс Бусулис                                                                      | Литовский рэп                    |
| Ансамбль Дмитрия Покровского                                                        | Ты ж меня пидманула              |
| Woman’s choir «Vaidilutės»                                                          | Oi tu, ažuolėli                  |
| Архиерейская детская певческая капелла «ОКТОИХ» Екатеринбургской Митрополии         | Неаполитанская песня             |
| Государственный академический Большой симфонический оркестр имени П. И. Чайковского | Неаполитанская песня             |
| Муслим Магомаев                                                                     | Герои спорта                     |
| —                                                                                   | По тундре                        |
| —                                                                                   | Bernužėli, nesvoliok             |
| —                                                                                   | Калинка-малинка                  |

## Съёмочный процесс
- Съёмочный процесс телесериала занял около 5 месяцев. Съёмки прошли в два этапа: блок летний и блок осенний, в каждом из которых по 8 серий[4].
- Съёмки сериала проходили в Ленинградской области[5], но некоторые эпизоды подснимались в разные времена года в Паланге и других городках Литвы[6].
- В посёлке Токсово Ленинградской области актёр театра и кино Максим Аверин попал в ДТП. Он ехал на служебном автомобиле на место съёмок сериала, а в его машину врезался другой автомобиль. Травм удалось избежать с обеих сторон — из участников аварии никто не пострадал. Сотрудники ДПС, приехавшие на место аварии, подвезли Максима Аверина на своей служебной машине до съёмочной площадки сериала[7].

## Мнения о сериале
«Это не боевик о бандитах, каким может показаться на первый взгляд, а смешное и местами очень трогательное кино. Ну и подарок для всех женщин — два секс-символа в одном сериале: Максим Аверин и Алексей Воробьёв»— Вокруг.ТВ

## Интересные факты
- Благодаря съёмкам в телесериале, Максим Аверин и Алексей Воробьёв стали настоящими друзьями[8], и поддерживают дружеские отношения до сих пор.
- В перерывах между съёмками, Максим Аверин и Алексей Воробьёв снимали на телефон свой собственный 8-серийный мини-сериал/скетч-шоу под названием «Мистер Внезапный»[9]. Его режиссёром, оператором и монтажёром стал Алексей Воробьёв[10], а Максим Аверин сыграл вымышленного супер-агента. По сюжету скетч-шоу, очень серьёзный главный герой постоянно попадает в очень несерьёзные ситуации[11].
- Узнав о совместных съёмках Максима Аверина и Алексея Воробьёва в телесериале «Гастролёры», сценаристы сериала «Деффчонки» решили этим воспользоваться. Они вписали Максима Аверина в свой сериал, где в 92-й серии[12] он появляется в качестве друга Сергея Звонарёва, роль которого исполняет Алексей Воробьёв[13].
- Сюжет сериала немного схож с историей норвежско-американского телесериала «Лиллехаммер».